# PocketMine-MP
PocketMine-MP (PMMP) es un software de servidor de código abierto desarrollado en PHP que permite a los usuarios crear y personalizar su propio servidor de Minecraft-Bedrock Edition, con características altamente configurables, compatibilidad con plugins y modificaciones personalizadas.

## Descripción general
PMMP es un software desarrollado bajo la licencia LGPL-3.0 como software de código abierto en GitHub, este es el sucesor del proyecto original PocketMine que fue originalmente creado por Shoghi Cervantes para Minecraft-Pocket Edition que se conserva por motivos históricos. Cuenta con una comunidad activa de desarrolladores y usuarios que brindan soporte técnico y contribuyen al desarrollo del software.
Debido a que los plugins para este software son fáciles de codificar, es posible encontrar una gran variedad de estos y existe recopilación oficial y verificada en poggit.

### Características:[3]
- Una poderosa API para plugins, que le permite ampliar y personalizar su servidor de manera mucho más fácil y extensa que cualquier implementación de servidor de la competencia, incluido el servidor vainilla oficial.
- Soporte de multi-mundos, lo que le permite ofrecer una experiencia de juego más variada a los jugadores sin transferirlos a otros nodos del servidor.
- Ajuste de rendimiento para albergar a más de 100 jugadores (depende del hardware, consulte la sección de requisitos de configuración).
- Actualizado continuamente para admitir las últimas versiones de MCBE. PocketMine-MP tiene el mejor y más largo historial de cualquier servidor personalizado en cuanto a compatibilidad con las nuevas versiones de Minecraft Bedrock.
- Enfocado en la seguridad, estabilidad y rendimiento del servidor.

## Historia

### Fundación
Inicialmente, PocketMine-MP se llamaba "Pocket-Minecraft-PHP" y se desarrolló para incorporar un wiki.vg documentado.
El 19 de junio de 2013, Shoghi desarrolló para MCPE el servicio "PocketMine Realms " para poder obtener una experiencia multijugador en línea en la versión 0.7.0 y fue lanzado de forma gratuita, pero alrededor del 31 de marzo de 2013, el servicio se suspendió a petición de Mojang AB. Agregando una característica a la versión 0.7.4 de MCPE que permitía conectarse a un servidor externo en su lugar.
Después de eso, se desarrolló en GitHub utilizando las funciones añadidas a la versión MCPE y el 22 de diciembre de 2012 se denominó PocketMine-MP actual.

### Decaída
Este proyecto fue desarrollado reuniendo a muchos colaboradores debido a la facilidad de codificación de PHP y la facilidad de extensión, pero el desarrollador principal, Shoghi tras ser contratado por la empresa Mojang AB fue desaparecido gradualmente tanto de GitHub como del foro oficial de ese momento y la actividad en PocketMine-MP fue disminuyendo en consecuencia, esto afecto gravemente el desarrollo de PocketMine-MP y el proyecto se pauso durante casi un año.

### Sucesión
Mientras PocketMine-MP estaba en declive, los usuarios de PocketMine-MP usaban bifurcaciones tales como Genisys, por el desarrollador líder Dylan. El 25 de julio de 2016 todo cambio pues un antiguo miembro de PocketMine se encontraba conformando un equipo para continuar con el desarrollo, fundándose la organización pmmp.
Y el 6 de septiembre de 2016, se revivió con la adquisición de PocketMine-MP.

### Actualidad
Actualmente el PocketMine-MP se encuentra en desarrollo constante siendo uno de los principales objetivos lograr el formato de mundos más moderno para así soportar nuevas características para que puedan ser añadidas.
El 4 de septiembre de 2019, se anunció la posibilidad de abandonar desarrollo debido a la eliminación de los símbolos de depuración debido a la actualización de la versión integrada 1.13. Sin embargo, actualmente se continua en desarrollo tras superar la actualización 1.13.
El 1 de diciembre de 2021 se lanzó la actualización PocketMine-MP 4.0.0, siendo una gran actualización trayendo nuevas características y muchos cambios de gran importancia, incluyendo nuevas funciones en el juego, un nuevo formato de mundos, parches a vulnerabilidades y una mejor optimización. Dejando a la serie 3.0.0 oficialmente obsoleta.
El 4 de enero de 2022 fue anunciada la fecha de muerte de la serie 3.0.0 siendo este el día 1 de marzo de 2022.
A partir del 24 de enero de 2022, puede ver que la actualización aún está en curso en GitHub.

#### Enlaces oficiales
- Página web
- Foro oficial
- Grupo de discord
- Documentación
- Poggit (Página oficial de plugins)

#### Programadores:[9][10]
- [Inactivo] Shoghi Cervantes
- [Activo] Dylan K. Taylor
- [Activo] Jonathan Chan Kwan Yin
- [Inactivo] Intyre
- [Inactivo] Humerus
- [Inactivo] Leon Chang
- [Inactivo] BrandonV
- [Inactivo] Michael Yoo